# Susan Riechert
Susan Elise Riechert, née le 20 octobre 1945, est une écologiste comportementale américaine connue pour ses recherches sur le comportement des araignées et la théorie évolutive des jeux. Elle est également célèbre pour sa mallette pédagogique « la biologie c'est dans la boîte » (biology in a box), utilisée par des centaines de milliers d'élèves des écoles élémentaires et secondaires du Tennessee. Jusqu'à sa retraite en 2020, elle travaille en tant que professeure à l'université du Tennessee. Elle est présidente de l'American Arachnological Society de 1983 à 1985 et présidente de l'Animal Behavior Society (en) en 1997.

## Biographie
Susan Riechert perd une grande partie de son audition à cause de la scarlatine alors qu'elle est enfant. Joueuse de cor, elle abandonne la musique, étudie un temps l'anglais avant de découvrir par hasard la zoologie.
Son intérêt pour le comportement des araignées naît lors d'un cours de premier cycle en zoologie à l'université du Wisconsin-Madison. Après s'être presque noyée en essayant d'attraper un poisson, la raison en étant un équipement inadapté aux femmes, elle capture pour réussir son cours des araignées. Reconnue comme une bonne collecteuse, elle participe à plusieurs terrains dans ce domaine. Elle obtient son baccalauréat en 1967, une maîtrise en 1970 et un doctorat en 1973, tous à l'université du Wisconsin à Madison.
Elle est présidente de l'American Arachnological Society de 1983 à 1985 et présidente de l'Animal Behavior Society (en) en 1997.

## Travaux
Son habileté à la capture des espèces lui permet d'aller étudier les araignées sur le Carrizozo Malpais (en) au Nouveau-Mexique. Elle note alors que sur le volcan, une grande population d'araignées présente des comportements territoriaux ; seuls les vertébrés étaient censés en être capables à l'époque,. Le biologiste John Maynard Smith confirme ses observations et ils restent amis jusqu'au décès de celui-ci. Les recherches qu'elle mène sur la base de cette découverte la conduise à publier son ouvrage fondateur, Games Spiders Play, en 1978.

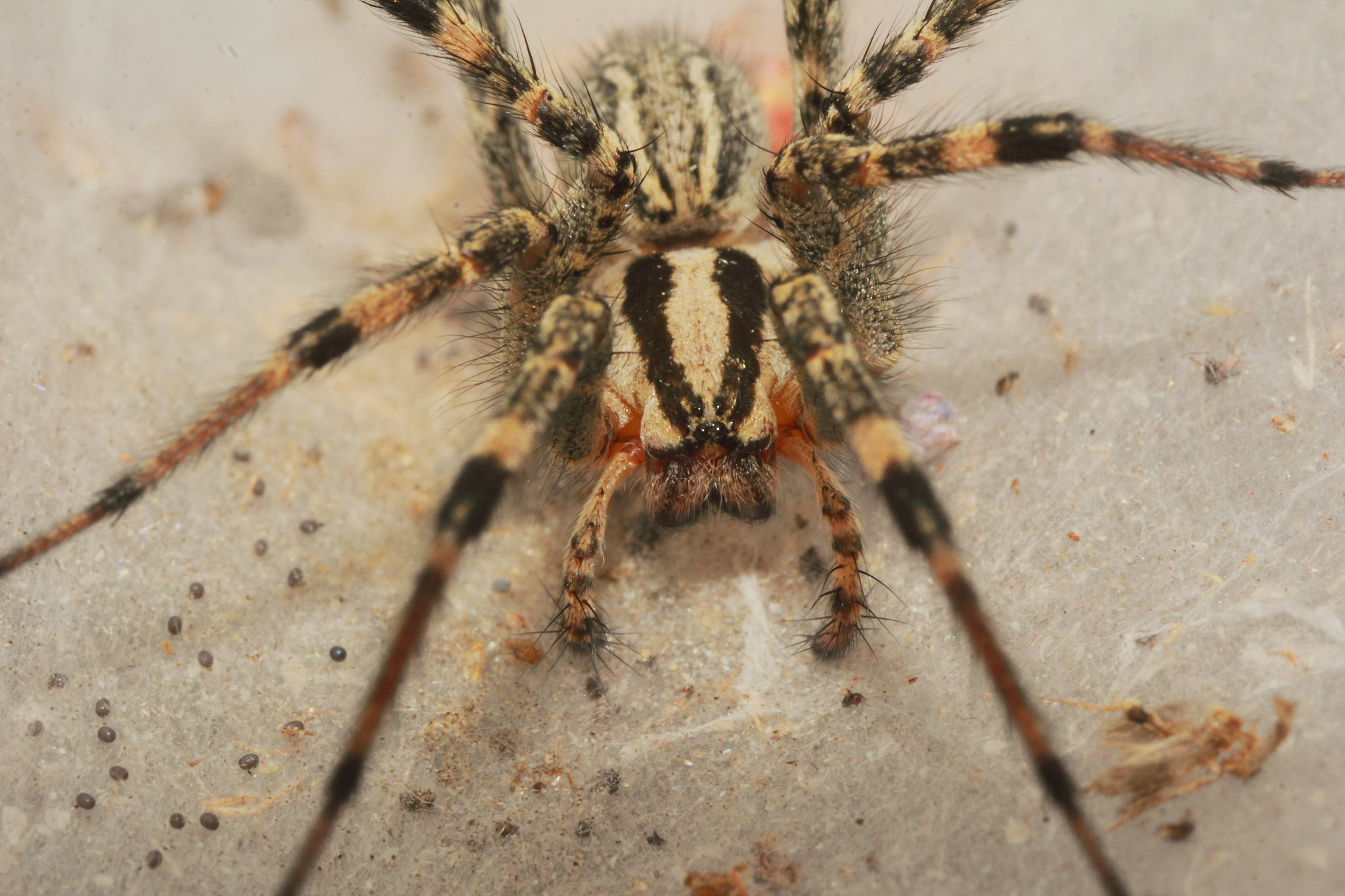
Agelenopsis aperta

Plusieurs de ses études se sont concentrées sur l'effet que les variations d'une espèce ont sur le comportement de ses membres. En 1988, elle mène une étude qui l'amène à émettre l'hypothèse que les populations ripariennes Agelenopsis aperta (en) ne pourraient pas s'adapter pleinement à leur nouvel environnement en raison du flux de gènes des populations non riveraines des espèces qui vivaient à proximité. En 1989, Riechert co-écrit un article intitulé « Variation génétiquement fondée entre deux populations d'araignées dans le comportement de recherche de nourriture ». Avec sa collègue arachnologue Ann Hendrick, elle explique comment les différences génétiques dans la population d'une espèce peuvent avoir un impact sur la façon dont elles chercher de la nourriture.
Les espèces du genre Agelenopsis (araignée américaine que l'on trouve dans les herbes) figurent en bonne place dans les travaux de Riechert, l'espèce Agelenopsis aperta y est mentionnée à plusieurs reprises,,,,. La spécialisation de Susan Riechert en arachnologue comportementale l'a amenée à examiner à la fois les raisons génétiques, et non génétiques derrière les comportements de ces araignées dans divers domaines, tels que l'alimentation, la maturation et l'accouplement,.

### Games Spiders Play
Le genre Agelenopsis est le sujet de Games Spiders Play, contribution historique de Susan Riechert à l'arachnologie comportementale,. Dans ce livre, elle démontre que ces araignées se livrent à des conflits territoriaux similaires à ceux observés chez des créatures beaucoup plus grandes. L'analyse de Riechert lui permet d'être reconnue dans la communauté de l'arachnologie comportementale.

### Engagement
Knox News décrit Susan Riechert comme « une pionnière - l'une des premières femmes à entrer dans son domaine en tant que chercheuse indépendante » alors qu'un de ses professeurs lui prédisait comme unique avenir possible d'être la « technicienne de laboratoire de quelqu'un ». Elle est connue pour son engagement auprès du public étudiant, toute spécialité confondue, dont notamment l’arachnologue Rosemary Gillespie ou l’herpétologiste George Middendorf.
Elle est également célèbre pour sa mallette pédagogique « la biologie c'est dans la boîte » (biology in a box). Ce kit de science amusante et sérieuse est utilisé par des centaines de milliers d'élèves des écoles élémentaires et secondaires du Tennessee. Susan Riechert l'imagine comme une chance de faire découvrir la science au plus grand nombre, comme elle le fait avec son propre fils en l'emmenant avec elle sur le terrain.

## Distinctions
L'Animal Behavior Society (en) élit Riechert comme membre en 1993. Elle reçoit le prix Hester en 2000 pour la qualité de son enseignement. En 2008, Susan Riechert est nommée membre de l'American Association for the Advancement of Science, « pour ses contributions distinguées dans le domaine du comportement et de l'écologie ». Elle remporte le prix Southeastern Conference Faculty Achievement en 2016. L'Animal Behavior Society (en) décerne à Riechert son prix Penny Bernstein Distinguished Teaching en 2018. Un symposium festschrift, parrainé par l'Animal Behavior Society (en) se tient en son honneur en 2020.

## Principales publications
- S E Riechert et T Lockley, « Spiders as Biological Control Agents », Annual Review of Entomology, vol. 29, no 1,‎ 1er janvier 1984, p. 299–320 (ISSN 0066-4170, DOI 10.1146/annurev.en.29.010184.001503, lire en ligne, consulté le 27 novembre 2021)
- (en) Susan E. Riechert et Leslie Bishop, « Prey Control by an Assemblage of Generalist Predators: Spiders in Garden Test Systems », Ecology, vol. 71, no 4,‎ 1990, p. 1441–1450 (ISSN 1939-9170, DOI 10.2307/1938281, lire en ligne, consulté le 27 novembre 2021)
- (en) Susan E. Riechert, « Games spiders play: Behavioral variability in territorial disputes », Behavioral Ecology and Sociobiology, vol. 3, no 2,‎ 1er juin 1978, p. 135–162 (ISSN 1432-0762, DOI 10.1007/BF00294986, lire en ligne, consulté le 27 novembre 2021)
- (en) Susan E. Riechert et Ann V. Hedrick, « A test for correlations among fitness-linked behavioural traits in the spider Agelenopsis aperta (Araneae, Agelenidae) », Animal Behaviour, vol. 46, no 4,‎ 1er octobre 1993, p. 669–675 (ISSN 0003-3472, DOI 10.1006/anbe.1993.1243, lire en ligne, consulté le 27 novembre 2021)
- (en) Susan E. Riechert et C. Richard Tracy, « Thermal Balance and Prey Availability: Bases for a Model Relating Web-Site Characteristics to Spider Reproductive Success », Ecology, vol. 56, no 2,‎ 1975, p. 265–284 (ISSN 1939-9170, DOI 10.2307/1934960, lire en ligne, consulté le 27 novembre 2021)